# 2005年大魯閣纖維關廠抗爭事件
大魯閣纖維關廠抗爭事件是台湾的一起劳工运动事件，發生於2005年6月16日至7月13日，共計27天。此事件導因於違法關廠與資遣費問題，最後隨著中壢廠工會自行與資方談判妥協而告終。此起關廠事件有兩大特色：
- 資方疑鑽「違法被罰比守法便宜」的漏洞，明知違反《大量解僱勞工保護法》，仍然無預警大量解僱。
- 資方數次刊登報紙全國版廣告，宣稱已依《勞動基準法》給付資遣費、中壢廠員工已經同意公司方案、工運人士別有用心等等。資方為了勞資爭議而刊登廣告，這在解嚴以來的台灣工運史上尚屬罕見，也反映了勞資雙方在財力上的對比。

## 公司背景
大魯閣纖維股份有限公司是台灣一間紡織公司，成立於1973年，原轄中壢、新埔二廠，1996年又在山東設立三間工廠。1994年，該公司由以謝修平（國民黨立委謝國樑之父）為首的三功集團入主經營，並開始轉投資。該集團涉足金融、教育、租賃、投資甚至航運等事業。
也是從1994年起，原本體質健全、每年鉅額獲利的大魯閣纖維開始虧損。大魯閣纖維工會認為三功集團顯然無心經營大魯閣纖維，並有西進大陸、債留台灣、掏空資產的嫌疑。在勞動條件方面，則有十多年來幾乎未調薪、年終獎金從原本的兩個月漸減至零、以及違法依底薪計算加班費等等現象，更要求員工擔任免費哭靈團與助選員。

## 重整，無預警資遣
2005年4月，大魯閣纖維宣布重整。中壢廠首先停工，而新埔廠則在6月14日將最後一個國際訂單做完之後停工。6月16日上午，中壢廠及新埔廠的工會在台北關渡宮前舉辦「畢業旅行」，促進兩廠工會會員交流，並準備後續行動；不料資方在中午宣布關廠，工會隊伍遂拉到三功集團下屬基隆市第二信用合作社及大魯閣纖維總部。250名員工當天下午在滂沱大雨中拉起白布條抗議，要求資方依法解僱員工，除了給付合理資遣費之外，並補足積欠員工的種種津貼及加班費。

## 工會訴求
- 由勞委會出面進行跨縣市的勞資爭議調解。
- 保障員工工作權；否則資遣費應確實照顧員工生活需要，關廠解僱依法定程序。
- 下列事實已非個案，而是台灣普遍現象，政府應有積極措施，而非一直以「勞資自行協商」或「你們去打官司，我補助經費」來應付：

- 公司平日未依法或足額提撥退休金，政府如何處理？
- 公司連年虧損或疑似掏空，連累員工，政府有什麼辦法？
- 公司申請緊急處分，只是為了躲債，卻又先處分工人；申請重整也是要躲債，反而員工被整
- 《大量解僱勞工保護法》無實質保障，變成保護雇主解僱權的法；雇主未依法提前60日預告，一旦被政府處罰就趕快隨便補一頁A4充當解僱計畫書，使大解法的連續罰無法作用；勞工所受的損失，如何要求雇主賠償？

- 員工要求追補守靈津貼與競選造勢之人頭津貼，以平日延長工時（加班費）計算，並列入平均工資，以及加班費依法計算、追討縮水的保障年薪，並補償十年未調薪的損失。

口號为“老闆死老娘，員工守靈堂”等八句。
工會起初要求「2+2」的資遣條件。所謂的「2+2」，是以員工所有工作年資乘以二再加上2個月的提前預告工資，當作資遣費給付基數；在工會內部，基數底線隨著抗爭進行而逐步調降。

## 抗爭行動
大魯閣纖維工會從6月16日起，先後於大魯閣纖維總公司、大魯閣纖維新埔廠、勞委會與親民黨黨部等地抗爭。
大魯閣纖維針對這起爭議，於6月23日在聯合晚報登了半版的廣告；大魯閣纖維工會隨後發佈新聞稿回應。雙方論點綜整如下：
| 資方                                                             | 工會 |
| 完全依照《勞動基準法》給付資遣費。                               | 另一個事實：員工三年多來加班費只以底薪計算，違反《勞動基準法》。                                                                   |
| 依《勞動基準法》解僱工人。                                       | 違反《大量解僱勞工保護法》，且明知故犯。                                                                                           |
| 照顧上萬名股東的權益。                                           | 自三功集團入主十年以來，轉投資大增，且年年虧損，如何對得起股東？                                                                   |
| 願意在合乎情理的情況下給資深員工補償。                           | 另一個事實：員工十年沒有調薪，近年來員工承受假日加班費縮水、勞動契約中的保障年薪最後兩個月縮水到零。                               |
| 沒有能力負擔員工的訴求。                                         | 訴求只為加班費、年終獎金、無預警解僱等違法部分補償。而公司呈報法院的再生計畫中，預計變更廠房改建為住宅區，淨利估計新臺幣26.5億元。 |
| 有心人士利用善良勞工，把勞資爭議製造成政治問題。                 | 工會赴親民黨黨部陳情後，獨派人士汪笨湖主持的年代MUCH台節目《台灣心聲》連夜力邀工會受訪，但遭工會拒絕。                             |
| 親民黨立委謝國樑在媒體上表示，「感謝某些員工自發生的助選行為」。 | 員工不去助選還需以書面說明理由，員工遷戶口則可獲小禮品。                                                                           |

7月1日（勞工退休金新制施行首日），大魯閣纖維工會成員攜家帶眷至新竹縣政府陳情。新竹縣勞工局擇於新竹縣總工會召開勞資調解會。由於工會堅持資方先行撤回違反《大量解僱勞工保護法》的解僱令，而資方拒絕，使得調解會未達共識。雙方於7月4日繼續在原地點進行調解。大魯閣工會除了在進場調解前以口號和歌曲表達訴求外，也在資方驅車離去時以口號和歌聲緊迫跟隨相送。
大魯閣纖維工會在調解會上提出了幾點訴求：（一）恢復工作權，撤回違法的解僱令；如要解僱，依照《大量解僱勞工保護法》程序重新開始。（二）追討違法計算的加班費差額、違反勞動契約的保障年薪縮水部分、計算特休未休加班費、職工福利金及守靈津貼、助選津貼等等。資方則表示不可能收回解僱令，如果解僱與加班費計算等問題有違法之處，由司法程序解決。雙方沒有達成任何共識。勞方另提出了勞健保續保至勞資爭議結束為止，資方亦不同意。
大魯閣纖維工會指出：資方解僱理由是否符合《勞動基準法》，尚有爭議；但違反《大量解僱勞工保護法》則是事實，資方在其他場合也承認。工會認為資方明知違法，仍然無預警大量解僱，令員工不能接受；尤其立法院訂定了漏洞百出的大解法，再由立法委員謝國樑自己的公司來鑽洞，更令人氣憤。大魯閣兩廠工會亦表示，資方之所以趕在6月17日違法解僱，可能也和要躲避7月1日實施的勞工退休金新制有關。
大魯閣纖維王董事親自出席調解會；員工所稱「董娘」的總經理、前任董事長謝林曼麗也出席。勞方方面，除了一直參與抗爭的桃園縣產業總工會籌備處、新竹縣產業總工會、桃園愛鄉協會與勞動黨外，桃園縣總工會、新竹縣總工會、台中客運工會、新三興工會、優美工會、富美家工會、工研院工會、久聯化工工會、台豐印刷工會、花王工會、台灣松電工工會、華可貴工會、桃園縣教師會等友會也到場聲援。新竹縣縣長鄭永金、新竹縣議會副議長張幸源及新竹縣勞工局在調解會前到場關心；立委林為洲出席調解會。
資方在7月5日再度刊登聲明，同樣引發工會的反擊：
| 資方 | 工會 |
| 6月17日關廠並非「無預警」。 | 放風聲不等於預警。在6月1日、9日兩次廠內正式公開的場合上，公司都拒絕證實關廠風聲。                                                                |
| 對於資遣事宜，勞資雙方經多次溝通後，已與多數員工協定完成，發放條件優於勞基法相關規定。                                                 | 加班費違法少算、勞動契約中「保障年薪十四個月」的違約部分若一併計算，公司目前的方案仍低於勞基法。                                                 |
| 絕未積欠員工薪資。 | 加班費與保障年薪依法律定義仍屬薪資。 |
| 勞資雙方經多次協調後，7月4日再提優於勞基法的資遣方案，並已獲致大部分員工同意，在主管機關見證下，雙方簽署同意書。                       | 扣除非工會會員（其中多數為外勞及最高階主管），只有少數基層的會員同意，且亦有人立刻後悔，認為實際上不足勞基法標準（考慮加班費與保障年薪的積欠）。 |
| 公司產業工會仍自行握有大額現金存款，但仍有部分產業工會員工計劃於7月5日到基隆市向不知情善良群眾募款，行為實不足取。                     | 抹黑工會的募款行為，是斷人糧源又不讓人募捐。工會會員面臨中年失業、下一份穩定的工作不知何在，抗爭漫長無期，當然需要經費支援。                     |
| 部分員工在有心人士煽動下激烈抗爭，主要是企圖擾亂社會及金融秩序，以達到脅迫公司就範目的，除深感遺憾外，重申絕不屈服於不正當手段的決心。 | 貶低成年勞工的智商。公司自己違法，牽托別人，實不足取。                                                                                           |

7月5日上午，百餘員工在工會及勞動黨人員的帶領下來到基隆市，於基隆車站前拉起白布條，以行動劇及詩歌朗誦方式進行抗爭。工會下午前往基隆市義一路基隆二信港東分社，企圖以每人持新臺幣一百元開戶的方式癱瘓基隆二信的作業，不過被基隆市警察局以未依《集會遊行法》申請為由阻擋、舉牌要求解散；最後，立委劉文雄出面要求員工回談判桌，並答應擔任溝通橋樑；工會方前往基隆車站等地散發傳單，當晚夜宿國光客運基隆站。
依勞動黨桃竹苗勞工服務中心表示：在新埔廠工會赴基隆抗爭的過程中，事實上遭到了警方違法對待，其中包括：基隆二信歡迎工會集體開戶，警察仍然攔路阻擋、並放話「三個人以上走出火車站，就要逮捕移送」、「即使合法申請，也有辦法耍小手段讓你變成非法」等等。在最後的勞資談判中，資方甚至表示可以請警察酌斟文句，讓被移送的工人能得到緩刑。這些措施成功地削弱了部份工會幹部的士氣。

## 中壢廠工會自行協商
中壢廠工會常務理事自7月初就瞞著新埔廠與上級工會，自行與資方談判，並約定4日調解會由資方提出基數1.1以使調解破裂。7月4日中午新竹縣政府調解破裂後，中壢廠常務理事拒絕了新埔廠工會的邀請，不願兩廠共同用餐，堅持中壢廠全體會員立刻北返。當日下午，該廠會員被要求另簽委託書，直赴桃園縣府與資方簽署協議。此協議包括對工會內部破壞性甚大的「順風車條款」，即：新埔廠如果爭取到更好的條件，中壢廠會員可比照加發差額。
中壢廠工會藉此爭取到 1.2 個基數及每人3,000元現金；而新埔廠工會與其它上級工會渾然不知。
事實上，資方從6月初一直到關廠後半個月，都堅持基數一；若無新埔廠的強硬抗爭，勞方是否能循中壢廠的交涉模式拿到 1.2 個基數的價碼，也是值得存疑的。
由於中壢廠工會常務理事的提前妥協，勞方抗爭頓遭重擊。中壢廠80幾名會員加上總公司的高階人員同意了資方的解僱方案，使得公司能夠宣稱「過半數員工都已經同意」（實則不然，因為新埔廠工會會員達120餘名）。雖然工會也在媒體上暴露了不利三功集團的信息，而所謂「過半數員工已同意」仍然在輿論上打擊了工會抗爭的正當性。
根據中壢廠工會少數幾位拒簽委託書的會員表示，介入抗爭的資深工運人士曾茂興（1992年曾因遠化罷工事件入獄90天，2005年時正在陳水扁政府內擔任有給薪國策顧問）還對部份悔簽會員說：「我都幫你們爭取到了1.2，你們還要怎麼樣？」對於少數不願簽名的會員，先是資方發言人陳楊林來斥責「你們為什麼不簽」，而曾茂興接著竟也說了一模一樣的話。

## 抗爭結束
由於中壢廠工會在7月4日瞞著新埔廠與資方先行妥協，加上後來工會內部積極份子的動搖，使得工會方面的士氣一洩不可收拾。7月13日下午，依據大魯閣纖維新埔廠產業工會決議，授權正在中壢廠與資方談判的幾位常務理事簽署協議書，以 1.2 個基數計算資遣費，結束了27天的抗爭。
新埔廠方面的抗爭使得資方一度揚言「有上基隆的只給一個基數」，但在工會持續行動，並已向基隆市警局申請遊行獲准的壓力下，資方後來再度回到 1.2 的標準；至於中壢廠每人3,000元的部分，資方則以工會在基隆市地方版登報「向基隆市民道歉」為條件；登報花費估計僅3萬元，但遭新埔廠工會全體會員決議放棄。

## 文獻
- 大魯閣纖維新埔廠產業工會-關廠抗爭資料專區（勞動黨桃竹苗勞工服務中心網站）